# Мирзаханян, Рубен Карленович
Рубен Карленович Мирзаханя́н (арм. Ռուբեն Միրզախանյան), (р. 1959, Ереван, Армянская ССР) — армянский общественный деятель, председатель культурного союза «Текеян», ректор Армянского государственного педагогического университета им. Хачатура Абовяна. Заслуженный деятель культуры Республики Армения (2009).

## Биография
- Родился в 1959 году в г. Ереванe.
- Учился в средней школе № 114 г. Еревана, затем на историческом факультете Ереванского государственного университета. Получил квалификацию специалиста — историка. Доктор исторических наук, профессор.
- В 1980 г. работал учебно-производственным мастером и преподавателем политэкономии в техническом училище № 17 г. Еревана.
- Начиная с 1981 г., занимается научно-педагогической деятельностью в Армянском государственном педагогическом университете им. Хачатура Абовяна.
- В 1985 г. защитил кандидатскую диссертацию, в 1986 году присуждено звание доцента.
- В 1995 и 1999 г.г. Рубен Мирзаханян избирался делегатом Национального Церковного Собрания.
- С июля 2003 г. Председатель Центрального правления культурного Общества Текеян Армении.
- В 2008 г. защитил докторскую диссертацию и получил ученую степень доктора исторических наук, в 2010 году — звание профессора.
- В 1990 г. был избран, в 2000 г. и 2006 г. переизбран на должность декана факультета культуры Армянского государственного педагогического университета, занимал эту должность вплоть до сентября 2010 года. Читает лекционный курс «История армянской культуры».
- В сентябре 2010 года был назначен исполняющим обязанности ректора Армянского государственного педагогического университета им. Хачатура Абовяна, в феврале 2011 г. избран ректором. В 2016 году был переизбран на должность ректора.

Рубен Мирзаханян является членом Президиума Всемирного Армянского конгресса, членом Совета фонда «Центр Текеян», председателем редакционной коллегии периодических научных изданий «Вопросы педагогики и психологии», «Научный вестник АГПУ», «Арменоведческий журнал», «Проблемы специального образования», «Мудрость», «Русский язык в Армении», основатель и член редакционной коллегии научного ежегодника «История и обществознание», газеты «Азг», журнала «Пайкар».
Рубен Мирзаханян — автор шести монографий, более пятидесяти научных и научно-методических и более семидесяти общественно-публицистических статей.

## Политическая Деятельность
Рубен Мирзаханян — один из основателей партии Рамкавар Азатакан Армении. Избирался председателем Учредительного совета ПРАА; с декабря 1991 года по июль 1996 года — председатель Республиканского правления ПРАА. С апреля 1999 года по июль 2003 года вновь избирался председателем ПРАА. Состоял членом Политического совета при Президенте РА.

## Награды
За большие заслуги в деле развития культуры в 2009 году Рубену Мирзаханяну присвоено почетное звание Заслуженного деятеля культуры РА.
Оценивая благородные, бескорыстные заслуги Рубена Мирзаханяна перед страной, народом, Св. Церковью, в 2009 году Его Святейшество Католикос всех армян Гарегин Второй наградил его орденом имени Св. Саака — Св. Месропа.